# Ekaterina Bobrova
Ekaterina Bobrova (n. 28 martie 1990, Moscova, RSFS Rusă, URSS) este o dansatoare pe gheață, medaliată olimpică. A participat la 3 ediții ale Jocurilor Olimpice (2010, 2014, 2018) în care a câștigat o medalie de aur.